# Super Dodge Ball (NES)
Super Dodge Ball es un videojuego de deportes desarrollado y publicado por Technōs Japan para Nintendo Entertainment System en 1989. Está basado libremente en el juego arcade de 1987 del mismo nombre, también desarrollado por Technōs. Al igual que su versión arcade, se lanzó en Japón como parte de la serie Kunio-kun.
En Japón, el 17 de octubre de 2003 se lanzó una versión para PC de la versión de Famicom de Nekketsu Kōkō Dodgeball Bu, una versión económica. También se incluyó en la compilación de Game Boy Advance Kunio-kun Nekketsu Collection 1, lanzada en 2005. Tanto la versión de Famicom como la versión estadounidense de NES se lanzaron para Consola Virtual de Wii, Nintendo 3DS y Wii U para sus respectivos territorios. El juego también se lanzó en Europa para los dos últimos sistemas, a pesar de que la versión de NES no se lanzó en Europa.

## Jugabilidad
La versión para NES de Super Dodge Ball amplía la premisa básica de la versión arcade original, otorgando a cada equipo nombres y estadísticas individuales. Además del modo torneo para un jugador y el modo versus para dos jugadores, también hay un modo "bean ball" todos contra todos, donde los seis miembros del Equipo de EE. UU. luchan entre sí hasta que solo quede uno.
El objetivo de cada partida es derrotar al equipo rival lanzando una bola de esquivar a sus miembros. Cada personaje tiene una barra de vida que se agota gradualmente a medida que recibe el impacto de las bolas de esquivar. Cuando su vida llega a cero, queda eliminado. Cuando un personaje recibe un impacto, con una barra de vida de tres barras o menos, queda "cansado", lo que le da al oponente un momento de ventaja. Además, cada uno tiene sus propias estadísticas y dos golpes de potencia diferentes (uno que se realiza mientras corre y otro que se realiza durante un salto en carrera).

### Copa Mundial
La Copa Mundial es el modo para un jugador. El jugador controla al Equipo de EE. UU. y compite contra ocho equipos rivales en un torneo de balón prisionero con reglas irregulares. Para ganar cada partido, el jugador debe derrotar a los tres jugadores del cuadro interior del equipo rival; si estos son derrotados, perderá el partido.
Al igual que en la versión arcade, el jugador comienza un partido contra otro equipo estadounidense rival y luego se enfrenta a siete equipos internacionales: Inglaterra, India, Islandia, China, Kenia y Japón. El octavo partido es contra la URSS. Si el jugador pierde al menos a uno de sus jugadores durante el partido contra la URSS, la partida terminará tras la derrota de la URSS. Si los tres jugadores del cuadro interior siguen con vida, se jugará un partido adicional en la cancha local de la URSS contra el Equipo Sombra, una réplica del Equipo de EE. UU. cuyos jugadores estarán ubicados en las mismas posiciones que el jugador.
Las canchas locales de Islandia y Kenia son diferentes a las de los demás equipos. La cancha de Islandia es un campo de hielo resbaladizo, mientras que la de Kenia es un pantano que dificulta correr.

### Juego Versus
El modo Versus es el modo competitivo para 2 jugadores. Ambos jugadores pueden elegir entre cualquiera de los nueve equipos del modo Copa del Mundo, incluyendo el mismo equipo que el otro jugador. Si bien ambos jugadores pueden cambiar la formación de sus equipos antes de cada partido, solo hay una cancha fija en este modo. Las reglas de cada partido son las mismas que en la Copa del Mundo.

### Juego de Pelota
El modo Juego de Pelota es un modo todos contra todos que puede ser jugado por uno o dos jugadores. El jugador puede elegir a uno de los seis miembros del Equipo de EE. UU. Los miembros que no sean elegidos por el jugador (o jugadores) serán controlados por la computadora. En este modo, cada miembro del Equipo de EE. UU. debe luchar entre sí en el patio de un colegio hasta que solo quede uno. A diferencia de las canchas de los otros modos de juego, no hay campo interior ni exterior y los seis personajes pueden moverse a donde quieran.
El fondo del patio de un colegio cambia según el nivel de dificultad: en Fácil, es de día; en Normal, es de noche; y en Difícil, es de noche.

## Equipos
Equipo de EE. UU.
El equipo controlado por el jugador en el juego de la Copa Mundial, así como en el modo de pelotazo. Liderado por Sam Powers, los otros miembros incluyen a John Stone, Mike Knopfler, Randy Sting, Bill Flash y Steve Sato.
Equipo Pro All-Stars
El otro equipo estadounidense, liderado por Jack, quien es su miembro más poderoso y tiene el balón la mayor parte del tiempo. Aunque su fuerza física es baja, tienen buena defensa y pueden interceptar muchos tiros. Sin embargo, su especialidad es la rotura de balón, lo que hace que David (Tipo E) de su grupo tenga el mayor control del balón en el juego. Jack usará su tiro superior. Su escenario está ubicado en la cima de un edificio con la Estatua de la Libertad de fondo.
Equipo de Inglaterra
Liderado por James, el equipo se especializa en la técnica de tiro, haciendo que Henry (Tipo F) de su equipo tenga la mejor técnica de tiro de todos. Aunque tienen mucha resistencia, se debilitan al ser golpeados y su agilidad tampoco es muy alta. James usa su potente tiro aéreo, "El Tsunami". Su escenario está situado cerca de la orilla del río Támesis con el Puente de la Torre de fondo. Su música se basa, en gran parte y de forma libre, en la canción "Get Back" de los Beatles, con referencias a "I Want To Hold Your Hand" y "A Hard Day's Night".
Equipo de India
Liderados por Rajiv, son un equipo con poca resistencia, pero con una agilidad y una capacidad de ruptura de balón excepcionalmente altas. Su especialidad es su alta resistencia. Carecen de una estrategia sólida y, aunque pasan el balón a los jugadores de campo con frecuencia, es más fácil robarles el balón en comparación con otros equipos como China. Debido a su especialidad defensiva, Swami (tipo B) de su grupo es el personaje más resistente del juego por DEFAULT, ya que un supertiro solo le hace perder 2 puntos de vida. Rajiv usa el 'Aguijón' la mayor parte del tiempo. Su escenario está situado frente al Taj Mahal.
Equipo de Islandia
Liderados por Helgi, tienen gran potencia de balón y buena resistencia, pero su velocidad es lenta. Su especialidad es la Energía, y el propio Helgi tiene el nivel de energía más alto del juego con 64. Son un equipo que se basa en el juego de poder individual. Rara vez se pasan el balón entre sí o se agachan para evitar tiros. Helgi usa su Tiro Terrestre 'Deformación'. Su escenario es un campo de hielo con solo pingüinos al fondo.
Equipo de China
Un equipo con baja defensa, pero con gran agilidad. Su especialidad es su alta técnica de recepción, lo que convierte a Li (Tipo C) de su grupo en el que mejor técnica de recepción. Intentan distraer a los jugadores aprovechando los pases en salto a sus compañeros de campo, así como el potente tiro "The Breaker" del capitán Wang. Son uno de los equipos que roba el balón a los jugadores con pases. Su escenario está en la Plaza de Tiananmén.
Equipo de Kenia
Liderados por Yemi, son un equipo sorprendentemente completo con un buen ataque y una defensa decente, pero su especialidad es la agilidad, convirtiendo a Mwai (Tipo D) de su grupo en el jugador más rápido del partido. Sus estrategias ofensivas y defensivas consisten en usar muchas carreras y saltos. Siempre disparan inmediatamente cuando poseen el balón y rara vez se lo pasan entre sí, e intentan robar el balón si el jugador se lo pasa a un compañero de campo. Su líder, Yemi, usa el Tiro Bumerán. Su escenario está en un pantano al atardecer.
Equipo de Japón
Un equipo que se basa principalmente en su líder; su especialidad es la potencia del balón, convirtiendo a su capitán Fuji en el jugador más fuerte del partido. Fuji siempre recoge el balón y ejecuta constantemente su potente tiro aéreo, "The Shrike Drop Shot". Fuji se ubica en la última fila de la defensa, pero su liderazgo se desmorona cuando Fuji es eliminado. Su escenario tiene el Monte Fuji y algunos cerezos en flor de fondo. Su música está basada en "Sakura Sakura".
Equipo URSS
Un equipo versátil con un equilibrio entre ataque y defensa, liderado por Boris, a quien le gusta ejecutar su potente tiro aéreo, "The Accelerator". Su escenario está ubicado frente a la Plaza Roja. Su música está basada en "Katyusha (canción)".
Equipo Sombra
Un clon del Equipo de EE. UU., aunque sus sprites son de color blanco y gris. Aparecen en el juego después del partido contra el Equipo URSS si el jugador gana el partido con todos sus miembros. Aunque comparten la misma formación y fuerza física que el equipo del jugador durante su partido contra la URSS, sus habilidades son superiores. La posición del jugador no se puede cambiar antes del partido contra el Equipo Sombra. Su patrón de juego se basa en cualquiera de los ocho equipos anteriores de la CPU.

## Diferencias regionales
Al igual que en su versión arcade, las nacionalidades de los equipos japonés y estadounidense se intercambiaron entre las dos versiones del juego. En la versión de Famicom, el Equipo de EE. UU. y el Equipo Pro All-Stars eran originalmente los equipos japoneses Nekketsu High School y Hanazono High School, respectivamente. El Equipo de la URSS es el penúltimo equipo en la versión de Famicom y, si bien el sprite de su capitán no ha cambiado, sus estadísticas son idénticas a las del Equipo de Japón en la versión de NES. Por otro lado, el Equipo de EE. UU. es el último equipo rival en la versión de Famicom y, si bien su capitán tiene el mismo diseño que el capitán del Equipo de Japón en la versión de NES, sus estadísticas son las mismas que las del Equipo de la URSS en la versión de NES.
«Nekketsu Kōkō Dodgeball Bu» fue, notablemente, el primer juego de Famicom que permitía la participación simultánea de hasta cuatro jugadores. Los dos jugadores adicionales pueden participar en el modo Bean Ball conectando otro mando o un adaptador multimando, como el Joypair de HAL Laboratory y el Twin Adapter de Hori, al puerto de expansión de la consola. Dado que NES Four Score y NES Satellite aún no se habían lanzado cuando se creó el juego, la versión de NES solo permite hasta dos jugadores.
Al reiniciar el juego en la versión de Famicom, se reproducirá un fragmento de voz de Kunio diciendo su frase favorita: Namen nayo! (なめんなよ!?  "¡No te metas conmigo!").